# B&B Hotels p/b KTM/2021
Deze pagina geeft een overzicht van de B&B Hotels p/b KTM-wielerploeg in 2021.

## Algemene gegevens
Sponsors: B&B Hotels, KTM
Teammanager: Jérôme Pineau
Ploegleiders: Didier Rous, Gilles Pauchard, Jimmy Engoulvent, Samuel Dumoulin, Yvonnick Bolgiani
Fietsmerk: KTM
Kleding: Noret

## Renners
| Naam                  | Geboortedatum | Nationaliteit | Ploeg 2020                          |
| Mannen                | Mannen        | Mannen        | Mannen                              |
| --------------------- | ------------- | ------------- | ----------------------------------- |
| Frederik Backaert     | 13-03-1990    | België        |                                     |
| Nicola Bagioli        | 19-02-1995    | Italië        | Androni Giocattoli-Sidermec         |
| Cyril Barthe          | 14-02-1996    | Frankrijk     |                                     |
| Alan Boileau          | 25-06-1999    | Frankrijk     | Neo                                 |
| Franck Bonnamour      | 20-06-1992    | Frankrijk     | Arkéa-Samsic                        |
| Maxime Cam            | 09-07-1992    | Frankrijk     |                                     |
| Maxime Chevalier      | 16-05-1999    | Frankrijk     |                                     |
| Bryan Coquard         | 25-04-1992    | Frankrijk     |                                     |
| Bert De Backer        | 02-04-1984    | België        |                                     |
| Jens Debusschere      | 28-08-1989    | België        |                                     |
| Thibault Ferasse      | 12-09-1994    | Frankrijk     | Natura4Ever-Roubaix-Lille Métropole |
| Cyril Gautier         | 26-09-1987    | Frankrijk     |                                     |
| Jonathan Hivert       | 23-03-1985    | Frankrijk     | Total Direct Energie                |
| Quentin Jauregui      | 22-04-1994    | Frankrijk     | AG2R La Mondiale                    |
| Jérémy Lecroq         | 07-04-1995    | Frankrijk     |                                     |
| Cyril Lemoine         | 03-03-1983    | Frankrijk     | Cofidis, Solutions Crédits          |
| Eliot Lietaer         | 15-08-1990    | België        | Bingoal-Wallonie Bruxelles          |
| Julien Morice         | 20-07-1991    | Frankrijk     |                                     |
| Luca Mozzato          | 15-02-1998    | Italië        |                                     |
| Quentin Pacher        | 06-01-1992    | Frankrijk     |                                     |
| Kévin Reza            | 08-05-1988    | Frankrijk     |                                     |
| Pierre Rolland        | 10-10-1986    | Frankrijk     |                                     |
| Sebastian Schönberger | 14-05-1994    | Oostenrijk    |                                     |
| Jonas Van Genechten   | 16-09-1986    | België        |                                     |

### Vertrokken
| Naam              | Geboortedatum | Deel van de ploeg | Ploeg 2021               |
| ----------------- | ------------- | ----------------- | ------------------------ |
| Kris Boeckmans    | 13-02-1987    | 2018-2020         | gestopt                  |
| Arnaud Courteille | 13-03-1989    | 2018-2020         | gestopt                  |
| Adrien Garel      | 12-03-1996    | 2018-2020         | ?                        |
| Johan Le Bon      | 03-10-1990    | 2018-2020         | Cambodia Cycling Academy |
| Justin Mottier    | 14-09-1993    | 2018-2020         | ?                        |
| Tom-Jelte Slagter | 01-07-1989    | 2020              | gestopt                  |
| Arthur Vichot     | 26-11-1988    | 2019-2020         | gestopt                  |

## Overwinningen
Ronde van Rwanda
2e etappe: Alan Boileau
3e etappe: Alan Boileau
5e etappe: Alan Boileau
6e etappe: Pierre Rolland
Jongerenklassement: Alan Boileau
Ploegenklassement: *1)
*1) Ploeg Ronde van Rwanda: Pierre Rolland, Alan Boileau, Cyril Gautier, Jonathan Hivert, Quentin Pacher
Alpecin-Fenix · Androni Giocattoli-Sidermec · B&B Hotels p/b KTM · Bardiani-CSF-Faizanè · Bingoal Pauwels Sauces WB · Burgos-BH · Caja Rural-Seguros RGA · DELKO · EOLO-Kometa · Equipo Kern Pharma · Euskaltel-Euskadi · Gazprom-RusVelo · Rally Cycling · Sport Vlaanderen-Baloise · Team Arkéa Samsic · Team Novo Nordisk · Team TotalEnergies · Uno-X Pro Cycling Team · Vini Zabù-KTM